# Dicranomyia (Melanolimonia) morioides
Dicranomyia (Melanolimonia) morioides is een tweevleugelige uit de familie steltmuggen (Limoniidae). De soort komt voor in het Nearctisch gebied.